# Don’t Break Me
Don’t Break Me (dt.: Mache mich nicht kaputt) ist ein Song der australischen singenden Person Montaigne. Als Sieger der Sendung Eurovision 2020: Australia Decides hätte das Lied Australien beim Eurovision Song Contest 2020 in Rotterdam vertreten sollen. Montaigne schrieb den Song zusammen mit Anthony Egizii und David Musumeci. 

## Hintergrund
Das Lied wurde im Rahmen der australischen Eurovisions-Vorentscheidung vorgestellt und am 31. Januar 2020 als digitaler Stream und Download veröffentlicht. Bei der am 8. Februar stattgefundenen Vorentscheidung konnte Montaigne die höchste Punktzahl der Jurys, sowie die zweithöchste Punktzahl der Zuschauer auf sich vereinen, wodurch Don’t Break Me mit insgesamt 107 Punkten als Sieger der Veranstaltung hervorging.
Don’t Break Me wurde von Anthony Egizii und David Musumeci produziert, welche sich bereits für die Grand-Prix-Beiträge Sound of Silence und Don’t Come Easy verantwortlich zeigten. Sie schrieben das Lied gemeinsam mit Montaigne. Die Gitarre wurde von Musumeci gespielt, die Keyboards sowie die Programmierung steuerte Egizii. Das Mastering erfolgte durch Leon Zervos. Miles Walker mischte den Song ab.

## Inhaltliches
Montaigne sieht das Lied als eine Darstellung der letzten Phase einer Beziehung, in der die eine Person mehr Aufwand in die Beziehung steckt als die andere. Dies bringe die Person zur Verzweiflung und Frustration. Montaigne habe sich hierbei vom Buch Die Sucht gebraucht zu werden von Melody Beattie inspirieren lassen (vgl. Co-Abhängigkeit).

## Rezeption
Der Titel konnte sich lediglich in der „ARIA Digital Tracks Chart“ auf Rang 22 für eine Woche platzieren.
Alison Lewis, Professorin an der Universität Melbourne bezeichnete die Tatsache, dass die Songwriter im Gegensatz zur singenden Person eher im Mainstream-Bereich angesiedelt seien, als interessantes Rezept. Der deutsche Blog ESC Kompakt rechnete den Song dem Mittelfeld zu und schrieb, Don’t Break Me sei ein „guter und moderner Popsong“. Montaignes „Art und ihre Performance hätten ihr sicherlich zusätzliche Punkte beschert“, aber der Titel sei „nicht so stark wie Australien ESC-bezogen bisher war“. ESCXtra bewertete widersprüchlich: Der Songtext sei gelungen und das Lied besitze eine gute Struktur. Während die Studioversion in Ordnung sei, war die Liveperformance bei der Vorentscheidung schwer mitanzusehen.

## Beim Eurovision Song Contest
Australien hätte im ersten Halbfinale des Eurovision Song Contest 2020 mit diesem Lied auftreten sollen. Aufgrund der fortschreitenden COVID-19-Pandemie wurde der Wettbewerb jedoch abgesagt.